# Hokejová reprezentace Čech v sezóně 1911/1912
V sezóně 1911/12 odehrála reprezentace pouze dvě utkání na později anulovaném evropském šampionátu. Ještě před mistrovstvím se hokejisté Slavie Praha, která tvořila jádro reprezentace, vydala za přípravou na turnaj do Chamonix. Po výsledcích s Berliner SC 0:5, CP Paříž 1:5 a porážce od Oxford Canadians 2:22 se rozloučili s turnajem na posledním místě.

## Přehled mezistátních zápasů
| Pořadí | Datum         | Soupeř   | Výsledek       | Soutěž                  | Místo utkání |
| 8.     | 2. února 1912 | Rakousko | 5:0 (2:0, 3:0) | Mistrovství Evropy 1912 | Praha        |
| 9.     | 4. února 1912 | Německo  | 2:2 (1:1, 1:1) | Mistrovství Evropy 1912 | Praha        |

## Bilance sezóny 1911/12
| Soupeř   | Zápasy | Výhry | Remízy | Prohry | Skóre |
| -------- | ------ | ----- | ------ | ------ | ----- |
| Německo  | 1      | 0     | 1      | 0      | 2:2   |
| Rakousko | 1      | 1     | 0      | 0      | 5:0   |
| Celkem   | 2      | 1     | 1      | 0      | 7:2   |

## Reprezentovali v sezóně 1910/11
| Post    | Hráč         | Zápasy | Branky | Klub            |
| ------- | ------------ | ------ | ------ | --------------- |
| Brankář | Karel Wälzer | 2      | 2      | SK Slavia Praha |

| Post     | Hráč               | Zápasy | Branky | Klub                       |
| -------- | ------------------ | ------ | ------ | -------------------------- |
| Obránci  | Jan Fleischmann    | 3      | 0      | SK Slavia Praha            |
|          | Jan Pallausch      | 2      | 0      | Česká sportovní společnost |
| Záložník | Otakar Vindyš      | 2      | 2      | SK Slavia Praha            |
| Útočník  | Jaroslav Jarkovský | 2      | 3      | SK Slavia Praha            |
|          | Jaroslav Jirkovský | 2      | 1      | SK Slavia Praha            |
|          | Josef Šroubek      | 2      | 1      | Česká sportovní společnost |